# Universidad Complutense de Madrid
Universidad Complutense de Madrid er det mest prestigefyldte universitet i Spanien og et af de ældste i verden, der fortsat eksisterer. Det er beliggende i landets hovedstad, Madrid, og har omkring 85.000 indskrevne studerende. 
Universitetets historie går tilbage til middelalderen, da kong Sancho 4. af Castillien og Leon i 1293 etablerede Studium Generale. Pave Alexander 6. godkendte i 1499 at omdanne til et komplet universitet, der blev kaldt Universitas Complutensis efter Complutum, der var det latinske navn for Alcalá de Henares, hvor universitetet oprindeligt var placeret. Det blev i 1836 flyttet til Madrid og skiftede i 1954 navn til det nuværende. Samtidig blev de natur- og sundhedsvidenskabelige studier flyttet til Universidad Politécnica de Madrid.